# Burrum Heads
Burrum Heads – miasto w Australii, w stanie Queensland, nad Oceanem Spokojnym.